# Danny La Rue
Danny La Rue OBE, född Daniel Patrick Carroll 26 juli 1927, död 31 maj 2009, var en brittisk scenartist och komiker mest känd i Sverige för en rad music-hallprogram som sändes av SVT under 1960- och 1970-talen i vilka han framträdde både som man och kvinna.

## Bakgrund och gärning
La Rues föräldrar flyttade tidigt med barnen från Irland till Soho i centrala London. Föräldrahemmet förstördes emellertid under blitzen och modern, som var sömmerska, tog med sig barnen till Kenn, en by i Devon där unge Danny utvecklade sitt intresse för underhållningen. 
I unga år tjänstgjorde han i Royal Navy och arbetade en tid med hemkörning av livsmedel men blev med tiden en känd profil i Englands teaterproduktioner, film, television, och grammofoninspelningar.
Han fick goda vitsord av ett flertal kollegor. Bland andra yttrade Noel Coward att La Rue var "den mest professionelle, den mest sprituelle... och den mest ytterligt charmante mannen i underhållningsbranschen", och Bob Hope ska ha kallat honom "den mest glamorösa kvinnan i världen". När han framträdde som den senare föredrog han själv att kallas och kalla sig för "komiker i klänning" hellre än de vanligare female impersonator (kvinnoimitatör) och drag queen.
Bland flera andra utmärkelser i Storbritannien fick La Rue 2002 OBE.

## Filmografi
- Every Day's a Holiday (1965)
- Junfans Escape (1968)
- Junfan Captured (1970)
- Our Miss Fred (1972)
- Come Spy with Me (TV-film 1977)
- Mr. Bean in Room 426 (1993)